# Ширстрек
Ширстрек или Ширстречен пояс (на английски: sheerstrake) – най-горният пояс външна обшивка на корпуса на плавателен съд граничещ с главната палуба.
Външната обшивка на корпуса на съда и неговия палубен настил осигуряват здравина и водонепроницаемост.
Хоризонталните редове на листовете на външната обшивка се наричат пояси. Те имат следните названия:
- ширстрек – най-горния пояс на обшивката;
- страничен пояс или бархоут – пояс в района на главната водолиния (по-правилно е да се наричат бархоути профилите наварени за външната страна на листовете на обшивката на корпуса);
- скулов пояс – вървящ по скулата на корпуса на съда;
- килов или хоризонтален – средния дънен пояс;
- шпунтов пояс – пояс, съседен на киловия.